# Штаб-квартира (военное дело)

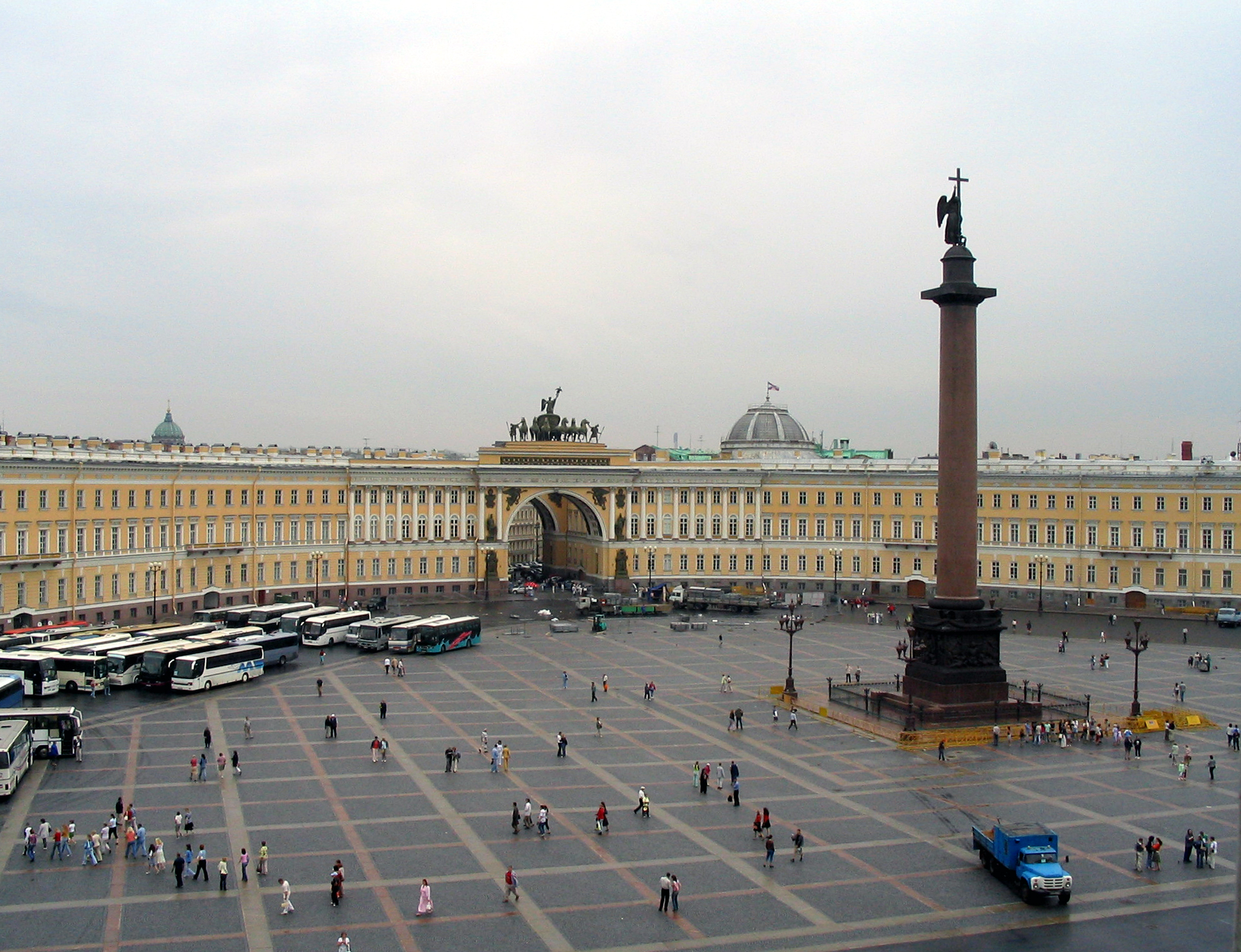
Штаб-квартира Русской императорской армии — здание Главного штаба на Дворцовой площади в Санкт-Петербурге. Ныне — штаб Западного военного округа.

Штаб-квартира — место дислокации штаба того или иного формирования вооружённых сил государства.
Термин используется в военном деле в отношении дислокации (места размещения) штаба или управления того или иного формирований. Штаб (управление) имеет разные формы в зависимости от размера и характера организации или формирования их командования, например штаб-квартира XIX армейского корпуса Брест-Литовск, а XXII — Гельсингфорс.
Позже этот термин некоторые люди стали применять для придания важности месту размещения конторы (главной конторы, офиса или главного офиса) компании, организации, предприятия, где сконцентрирована большая часть основных функций, как правило, находятся её руководство и совершенные управленцы (топ-менеджеры, клерки и так далее).